# Folha pautada

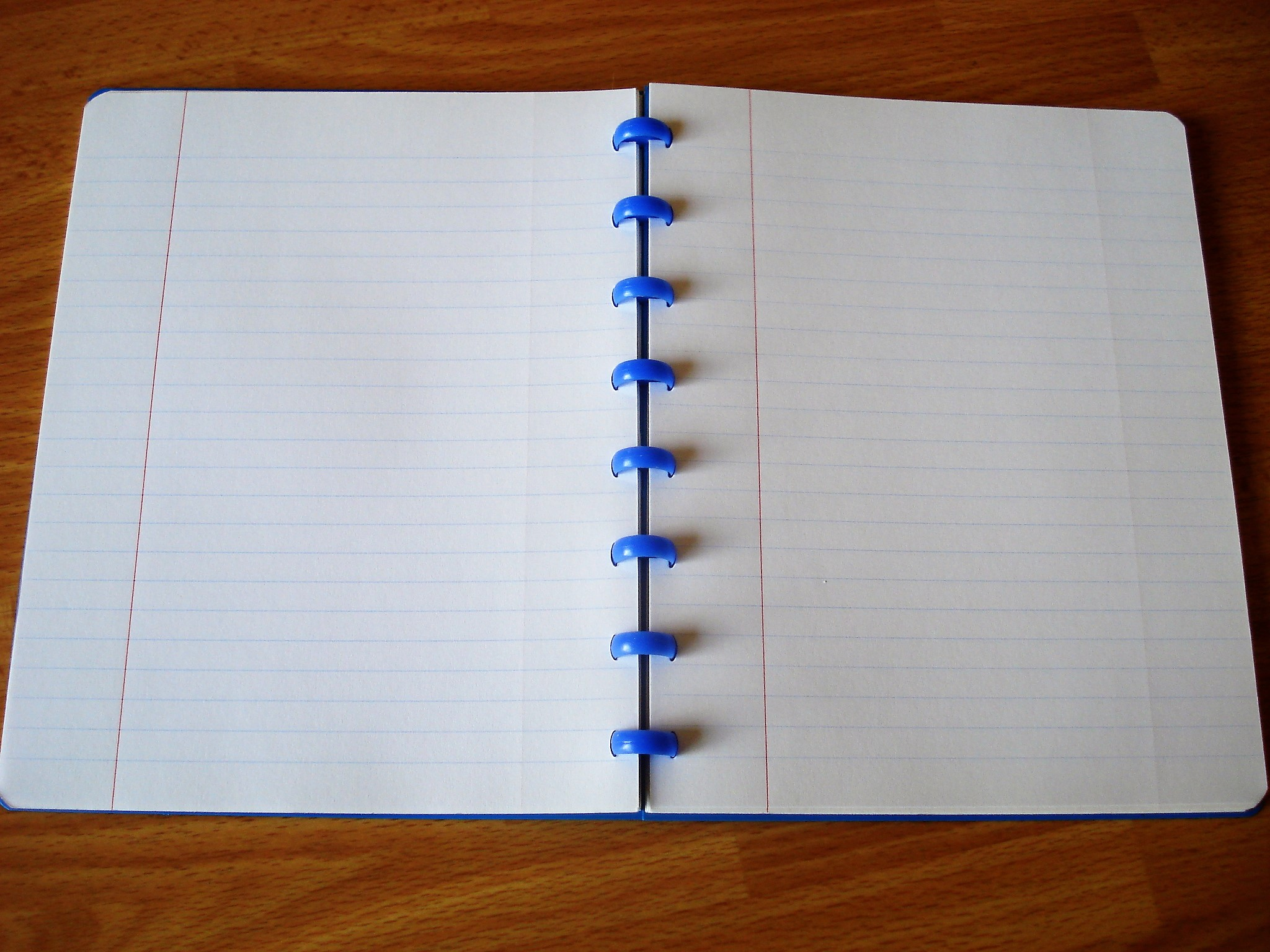
Caderno com folha pautada com traços horizontais.

Uma folha pautada é um tipo de folha de papel que possui traços paralelos que a compõem para auxiliar a escrita em base linha reta. Pode ser também uma folha pautada de música, onde se escrevem notações musicais.
Se a folha possuir também linhas verticais, criando uma grelha regular, chama-se papel quadriculado. Também a última metade de linha serve para a utilização da penúltima linha.